# Seduction
Seduction (рус. Соблазнение) — третий студийный альбом американского саксофониста Бони Джеймса, выпущенный в 1995 году. Официальный релиз пластинки состоялся 10 октября 1995 года. 24 ноября 1995 года был осуществлен релиз на дисках. По данным журнала Billboard, всего было продано 170 000 экземпляров альбома, по состоянию на 1997 год.
Бони Джеймс записывал диск вместе со звездами R&B, фанка, и фьюжна: с басистом Me’Shell Ndegecello и ударником Питером Эрскином из группы Weather Report. Seduction занял третью строчку в чарте Top Contemporary Jazz Albums, в Heatseekers семнадцатое место.
Рецензент сайта Allmusic, Стивен Макдональд, считает, что Seduction — приятный для прослушивания альбом, с его спокойными и лёгкими композициями. На его взгляд, Бони Джеймс на одной пластинке совместил джаз, фанк и софт-соул воедино. Кроме того, критик похвалил музыканта за хорошо созданное программирование ударных, а также за «приятные» аранжировки.

## Список композиций
| №  | Название            | Длительность |
| -- | ------------------- | ------------ |
| 1. | «Camouflage»        | 5:17         |
| 2. | «Got It Goin' On»   | 5:11         |
| 3. | «Lights Down Low»   | 4:31         |
| 4. | «Seduction»         | 5:26         |
| 5. | «Washington Bridge» | 5:32         |
| 6. | «Without a Doubt»   | 4:37         |
| 7. | «Sara Smile»        | 3:31         |
| 8. | «Second Nature»     | 5:18         |
| 9. | «Ain't No Sunshine» | 3:56         |

## Участники записи
- Бони Джеймс — альт и сопрано-саксофоны, синтезатор
- Дэн Хиггинс — тенор-саксофоны
- Рик Браун — флюгельгорн
- Боб Джеймс — пианино
- Дарелл Смит — пианино, клавишные
- Двэйн «Смитти» Смит — синтезатор
- Тони Мэйден, Карл Бюрнетт, Пол Джексон, А. Рэй «The Weeper» Фюллер, Маркос Лоя — гитара
- Роберто Вэлли — бас, электро-бас
- Me’Shell Ndegecello — бас-гитара
- Доннел Спенсер — ударные
- Питер Эрскин — ударные, тарелка
- Лени Кастро — перкуссия
- Пол Браун — хлопки в ладоши